# 존 F. 케네디 암살 사건에 대한 반응

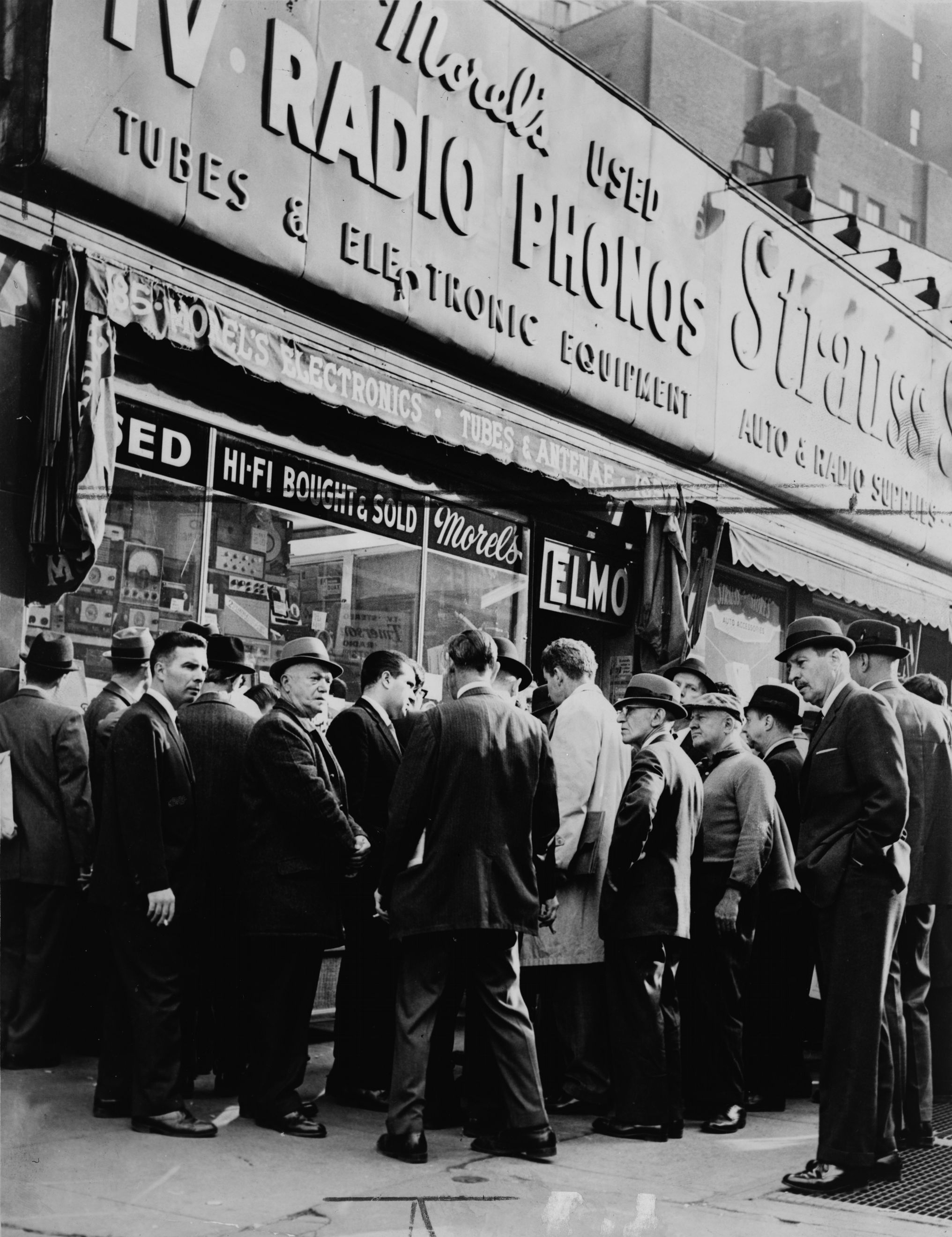
11월 22일 맨해튼, 뉴욕의 라디오 가게 근처에서 존 F. 케네디 암살 사건 소식을 듣고 있는 군중들

1963년 11월 22일 금요일 텍사스주 댈러스에서 발생한 미국 대통령 존 F. 케네디 암살 사건에 대해 전 세계는 충격적인 반응을 보였다.
케네디의 총격과 그의 사망 발표 사이 한 시간 동안 엄청난 혼란이 있었다. 냉전 중에 발생한 사건이라 처음에는 총격이 미국에 대한 더 큰 공격의 일부일 수 있는지, 그리고 자동차 행렬에서 두 대 뒤에 타고 있던 부통령 린든 B. 존슨이 안전한지 불분명했다.
이 소식은 나라를 충격에 빠뜨렸다. 많은 사람들이 공개적으로 울었다. 군중은 TV 보도를 보기 위해 공공장소에 모였다. 일부 지역에서는 뉴스가 차에서 차로 퍼지면서 교통이 멈췄고, 심지어 라디오 보도를 듣기 위해 차 주변에 모이기도 했다. 미국 전역의 학교는 학생들을 일찍 귀가시켰다. 일부 개인에게서는 텍사스와 텍사스 주민들에 대한 잘못된 분노가 보고되었다. 예를 들어, 다양한 클리블랜드 브라운스 팬들은 다음 일요일 댈러스 카우보이스와의 홈 경기에서 댈러스 시가 "대통령을 죽였다"고 비난하는 표지판을 들고 있었다. 케네디의 반대자들이 암살을 환영하는 경우도 있었다. 한 기자는 애머릴로 거리에서 환호하는 모습을 보도했으며, 한 여성은 "야, 대박, JFK가 죽었어!"라고 외쳤다.
이 사건은 전 세계 많은 사람들에게 지속적인 인상을 남겼다. 1941년 12월 7일의 진주만 공격과 이후의 9·11 테러와 마찬가지로, "케네디 대통령 암살 소식을 들었을 때 어디에 있었습니까?"라는 질문은 흔한 대화 주제가 되었다.

## 반응
미국에서는 케네디 암살이 많은 사람들의 차이점을 해소하고 암살 이후의 충격과 슬픔이라는 하나의 공통된 주제로 뭉치게 했다. 이는 전직 대통령들과 의회 의원 등의 성명에서 볼 수 있었다. 1964년 미국 대통령 선거에서 결국 공화당 후보가 된 배리 골드워터는 케네디에 대한 존경심 때문에 암살 후 계획된 선거 운동을 포기하는 것을 고려했다. 소식은 너무나 충격적이고 큰 영향을 미쳤다, 닐슨 오디미터 서비스에 따르면, 암살 소식이 처음 보도된 지 40분 만에 TV 시청자 수가 두 배로 늘어났고, 이른 저녁에는 70%가 TV 앞에 앉아 있었다.
미국의 3대 주요 TV 방송사는 1963년 11월 22일부터 11월 26일까지 정규 방송을 중단하고 뉴스 전문 보도로 전환하여 70시간 동안 방송되었으며, 이는 9·11 테러 전까지 미국 TV에서 가장 긴 무중단 뉴스 이벤트였다.
CBS 워싱턴 특파원 로저 머드는 다음과 같이 요약했다: "그것은 모든 사람에게 즉각적이고 직접적으로 영향을 미친 죽음이었다; 그 긴 주말 동안 울지 않은 사람은 드물었다. 우리 집에서 아내(E.J.)가 TV를 보고 있을 때, 그녀의 눈물 때문에 다섯 살짜리 아들 대니얼이 조용히 가서 엄마를 울게 만든 원인이라고 생각한 것을 꺼버렸다."

### 금융
다우 존스 산업평균지수는 케네디에게 총격이 가해진 순간 하루 동안 3.31포인트(0.5%) 상승했다. 40분 후, 케네디 사망 소식이 전해지면서 매우 활발한 거래량으로 이미 21.16포인트(-2.8%) 급락했다. 증권거래소가 이미 현장 거래보다 20분 늦게 운영되고 있었기 때문에 뉴욕 증권거래소 이사회는 당일 주문을 마감했다고 발표했다. AMEX와 상품 거래소도 빠르게 뒤를 따랐다. 새 대통령 린든 B. 존슨은 뉴욕 증권거래소 회장 G. 키스 펀스턴에게 전화를 걸어 암살 소식을 듣고 거래소를 폐쇄한 것을 칭찬했다. 펀스턴은 LBJ와의 전화 통화에서 이렇게 말했다: "고맙습니다, 대통령님. 오랫동안 증권거래소를 칭찬한 사람은 아무도 없었습니다."
암살 후 첫 거래일인 11월 26일, 시장 평균은 급격히 반등하여 역사상 단일일 최대 상승폭을 기록했으며, 그 시점까지 뉴욕 증권거래소 역사상 네 번째로 높은 단일일 거래량을 기록했다.

### 해외

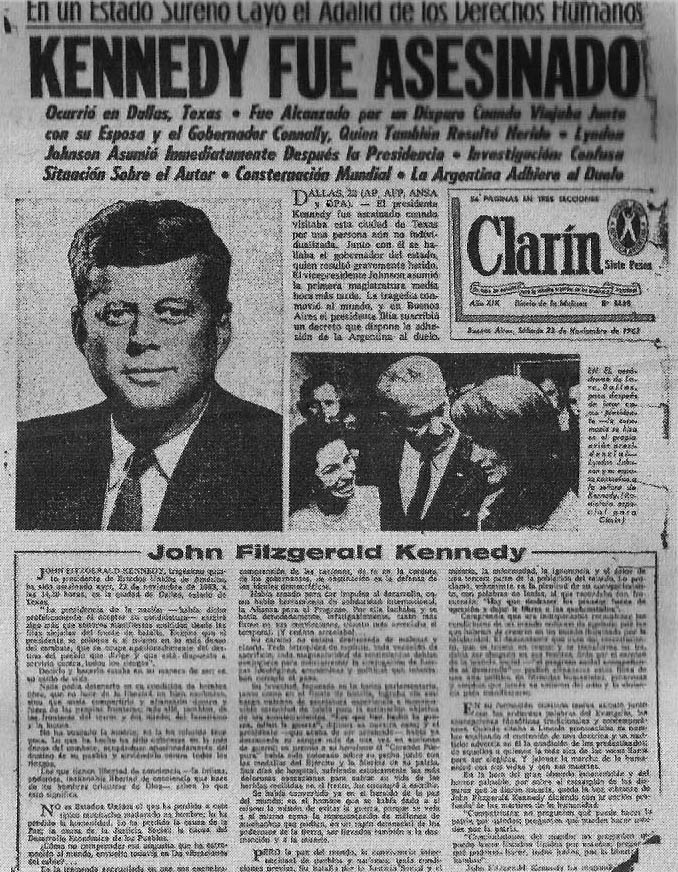
아르헨티나 신문 클라린에 보도된 암살 사건.

케네디 암살 이후 많은 세계 지도자들이 충격과 슬픔을 표명했으며, 일부는 텔레비전과 라디오에 출연하여 자국민에게 연설했다. 전 세계 여러 국가에서 국무총리와 주지사 및 시장들도 암살에 대한 충격을 표명하는 메시지를 발표했다. 그들 중 다수는 존슨이 케네디의 정책을 많이 이어갈지 궁금해했다. LBJ와 전 세계는 "존슨 씨의 얼굴에 새겨진 걱정"에 공감했다.
많은 국가에서 라디오 및 텔레비전 방송국은 뉴스를 보도한 후 장례 음악 외에는 방송을 중단하거나, 암살 소식을 끊김 없이 보도하기 위해 방송 일정을 중단했으며, 케네디가 해당 국가를 방문한 적이 있다면 그 방문을 상세히 회상했다. 예를 들어, 런던에서는 BBC 텔레비전 서비스와 런던의 독립 텔레비전 당국이 뉴스를 보도하자마자 정규 프로그램을 중단했다. 여러 국가에서 군주들은 왕실에 며칠간의 애도를 명령했다.
피델 카스트로는 쿠바가 케네디를 애도한다고 발표했다. 1966년 J. 에드거 후버가 작성하고 2017년 기밀 해제된 FBI 메모에 따르면, 소련 정부는 암살에 충격을 받았으며 이를 극우 음모가 정부를 전복하고 쿠바를 침공하며 제3차 세계 대전을 시작하려는 시도라고 비난했다. KGB는 암살 책임이 있다고 믿는 새 대통령 존슨을 조사하기 시작했다.
제1서기 니키타 흐루쇼프와 주석 레오니트 브레즈네프는 존슨에게 조의를 표하는 서한을 보냈다: "미국 국가 원수 존 F. 케네디의 악랄한 암살은 여러분의 나라에 지극히 슬픈, 정말로 지극히 슬픈 손실입니다. 이 손실의 심각성은 우리 소련인들을 포함하여 전 세계가 느끼고 있다고 솔직히 말씀드리고 싶습니다."라고 말하며 암살을 "평화와 소련-미국 협력의 대의를 소중히 여기는 모든 사람들에게 큰 타격"이라고 불렀다.
전 세계 미국 대사관과 영사관에서는 교환기가 불이 들어오고 전화 통화가 쇄도했다. 그들 중 많은 곳에서 충격을 받은 직원들이 전화에 응답하지 못했다. 나중에 사람들이 서명할 수 있도록 조의록을 개방했다. 유럽에서는 암살이 냉전 감정을 완화시켰는데, 양측 사람들이 충격과 슬픔을 표했기 때문이다. 라틴아메리카에서는 브라질 대통령 주앙 굴라르가 3일간의 애도를 선포했다.
케네디 암살 소식은 시차 때문에 1963년 11월 23일 이른 아침 아시아에 도달했다. 일본에서는 이 소식이 케네디가 일본인에게 보낸 사전 녹음 메시지 대신 릴레이 1 위성을 통해 미국에서 일본으로 송출된 최초의 텔레비전 방송이 되었다. (미국에서는 여전히 11월 22일이었고, 취소된 케네디 메시지 방송은 NBC-TV의 헌틀리-브링클리 보고서에서 방영되었다).

### 적대적 반응
케네디 전 대통령에 대한 적대적인 반응은 극우 세력과 흑인 인권 운동가 맬컴 엑스로부터 나타났다.
남부에서는 케네디가 민권에 대한 입장 때문에 인기가 없었고, 케네디의 죽음에 대해 기쁨을 표하는 몇몇 고립된 사건들이 발생했다: 미시시피주, 루이지애나주, 앨라배마주 및 댈러스 교외 지역 자체에서 그런 사건들이 있었다.
멤피스 시민 협의회 회장 리처드 엘리는 내슈빌 백인 시민 협의회에 "나는 케네디 씨가 폭군의 죽음을 맞이했다고 굳게 믿는다. 그는 공산주의를 후퇴시키지 않았다. 그는 통합을 장려했고, 이는 공산주의의 지지를 받았다. 그는 폭군이었다."라고 말했고, 이로 인해 방에 있던 사람들 중 일부(피바디 칼리지 교수들도 포함)는 엘리에게 자신의 주장에 대한 증거를 제시하라고 요구했지만 실패하자 절반이 방을 떠났다. 빌럭시에서는 학생 토머스 한센이 존 버치 협회 지역 지부의 축하 현수막에 항의하다가 앞 유리문을 넘어뜨려 결국 기물 파손 혐의로 기소되었지만 이 혐의는 기각되었다.
윌리엄 맨체스터는 그의 저서 "대통령의 죽음(Death of a President)"에서 다음과 같이 썼다:
오클라호마시티의 한 의사는 슬픔에 잠긴 방문객에게 미소를 지으며 "잘 됐다, 재키도 그렇게 됐으면 좋겠다"고 말했다. 작은 코네티컷 도시에서 한 의사는 메인 스트리트를 가로질러 케네디를 숭배하던 내과의사에게 환희에 찬 목소리로 외쳤다. "즐거운 시간은 끝났다. 이건 파파 조도 고칠 수 없는 일이야." 텍사스에서 두 번째로 급진적인 도시인 애머릴로를 방문 중이던 한 여성은 모텔 옆 식당에서 점심을 먹고 있었는데, 길 건너편 고등학교에서 환호하는 학생들 수십 명이 들이닥쳤다. 한 학생은 노골적인 기쁨에 찬 목소리로 "야, 대박, JFK가 죽었어!"라고 외쳤고, 이 여성은 서둘러 떠나면서 몇몇 식사하는 사람들이 그 소년에게 미소 짓고 있는 것을 알아차렸다. 댈러스 자체에서는 한 남자가 환호하며 값비싼 스테트슨 모자를 공중으로 던졌고, 댈러스의 한 부유한 교외 지역에서는 4학년 학생들이 그들의 도시에서 미국 대통령이 살해되었다는 소식을 듣고 자발적으로 박수를 쳤다.
12월 1일, 맬컴 엑스가 연설을 한 후 기자들은 그에게 케네디 대통령 암살에 대한 의견을 물었다. 네이션 오브 이슬람 대변인은 이를 "뿌린 대로 거두는 법"이라고 언급하며, "뿌린 대로 거두는 법은 나를 슬프게 한 적이 없으며, 항상 나를 기쁘게 했다"고 덧붙였다.
뉴욕 타임스는 "케네디에 대한 추가 비판으로 무슬림 지도자는 콩고 지도자 파트리스 루뭄바, 민권 운동가 메드거 에버스, 그리고 올해 초 버밍햄 교회에서 폭탄 테러를 당한 흑인 소녀들의 살인을 언급했다. 그는 이것들이 '뿌린 대로 거두는 법'의 또 다른 사례들이라고 말했다." 신문은 그의 발언이 전원 흑인 청중으로부터 "큰 박수와 웃음"으로 맞이되었다고 언급했다. 신문은 익명의 청중 한 명의 말을 인용했는데, 그는 기자에게 자신이 맬컴 엑스의 발언에 "내가 진정으로 동의해서라기보다는 그가 감히 그렇게 말할 용기가 있었기 때문에" 박수를 보냈다고 말했다.

## 비공식 애도
케네디를 위한 급하게 조직된 추모 예배가 전 세계에서 열려 많은 사람들이 슬픔을 표현할 수 있게 했다. 정부는 조기를 게양하고 애도일을 선포했다. 미국에서는 국장일인 11월 25일 월요일을 국가 애도 및 슬픔의 날로 선포했다. 아일랜드와 같은 다른 여러 국가들도 마찬가지였다. 미국 전역의 많은 주에서는 장례식 날을 법정 공휴일로 선포했다.
11월 22일과 그 주말에 예정된 모든 오락 및 스포츠 행사가 취소된 것은 아니었다. 경기를 강행한 행사들은 NFL 커미셔너 피트 로젤이 그 주말 NFL 경기를 치르기로 결정하면서 표현한 감정을 공유했다: "위대한 개인적 비극의 시기에도 경기를 하는 것이 전통이었습니다." 필라델피아 이글스와의 필라델피아 경기에서 승리한 워싱턴 레드스킨스 선수들은 코치 빌 맥피크에게 경기 공을 백악관으로 보내달라고 요청하며, 로젤이 그 주말 경기를 허용한 것에 감사하며, "케네디 대통령을 위해, 그리고 그의 추모를 위해 뛰었다"고 말했다.
주목할 만한 스포츠 반응 중 하나는 텍사스 A&M 대학교에서 나왔는데, 이 대학은 전통적으로 칼리지 풋볼 라이벌인 텍사스 대학교 오스틴(UT)과의 경기 전날 "애기 봉화"(텍사스 A&M 학생들은 "애기스"로 알려져 있다)라는 봉화를 태웠다. 이 봉화는 애기 학생들이 UT에 대한 경멸적인 별명인 "t.u.를 박살내려는 불타는 열망"을 나타내기 위함이다. 경기는 매년 추수감사절 즈음에 열렸고, 1963년 경기는 11월 28일, 봉화는 11월 27일에 열릴 예정이었다. 케네디 암살 불과 며칠 후였다. 텍사스 A&M은 케네디 대통령이 총에 맞아 사망했다는 소식을 듣자, 존경의 표시로 사상 처음으로 그 해 봉화를 취소하고 태울 예정이었던 더미를 해체했다. 관련된 사람 중 한 명인 수석 옐 리더 마이크 말로우는 "이것이 우리가 가진 가장 큰 것이고, 우리가 줄 수 있는 최소한의 것이다"라고 말했다. 경기는 강행되었고, UT가 A&M을 15-13으로 이겼다. 이는 애기 봉화가 태워지기 전에 취소된 두 번의 사례 중 하나였다. 다른 한 번은 1999년 봉화 건설 중 붕괴되어 12명이 사망했을 때로, 이 비극은 애기 봉화 자체가 영원히 중단되는 결과를 낳았다.

## 장례식 중 애도
케네디의 장례식 날인 1963년 11월 25일, 전 세계 사람들은 추모 예배에 참석했다. 이날은 미국과 전 세계 여러 국가에서 국가 애도의 날이었다. 애도 분위기 때문에 행사들이 취소되었다. 예배가 열리는 동안 도시 거리는 한산했다. 가능한 모든 사람들이 텔레비전으로 진행 상황을 지켜보았다. 다른 사람들은 국가 애도의 날에 대한 요청에 따라 예배당으로 가서 추모 예배에 참석했다.
전 세계로 장례식 행렬의 영상이 위성을 통해 송출되었다. 미국 내 많은 학교, 사무실, 상점, 공장이 문을 닫았다. 문을 연 곳들은 1분간의 묵념 시간을 가졌다. 다른 곳들은 직원들에게 추모 예배에 참석할 시간을 허락했다. 추모 예배 중에는 교회 종이 울렸다. 일부 도시에서는 경찰관들이 검은 애도 띠를 배지에 달았다.
많은 주에서 주지사들은 국가 애도의 날을 법정 공휴일로 선포하여 은행들이 문을 닫도록 허용했다. 미국 전역에서는 장례식 시작을 알리는 의미로 동부 표준시 (EST) 정오(UTC 17:00)부터 5분간 침묵이 흘렀다.

### 속보의 초기 사례
케네디 사망 이후 주말 동안 미국 전역에 드리워진 엄숙한 분위기는 방송 전파를 통해 분명하게 드러났다. 케네디 대통령 암살은 9·11 테러 전까지 미국 텔레비전 역사상 가장 긴 무중단 뉴스 이벤트였다. 11월 22일 오후 3시(EST)까지 거의 모든 텔레비전 방송국은 광고 일정을 취소하고 1963년 당시 미국의 3대 텔레비전 네트워크인 ABC, CBS, NBC가 제공하는 24시간 뉴스 보도로 전환했다. 그날 오후 3시부터 11월 26일까지 미국 텔레비전에서는 모든 네트워크 엔터테인먼트 및 광고 프로그램이 중단되었다. 이 보도는 현대 텔레비전 시청자들이 일반적으로 속보 이벤트라고 알고 있는 것의 가장 초기 사례 중 하나였다.
심야 방송에는 이전에 촬영된 뉴스 영상과 몇 가지 속보가 혼합되어 포함되었다. 일요일 밤, NBC는 국회의사당 로툰다에 걸쳐진 깃발 덮인 영구차를 지나가는 조문객들의 연속 생중계를 방송했으며, 약 25만 명이 줄을 섰다. 11월 24일, 구스타프 말러의 교향곡 2번 콘서트 공연이 레너드 번스타인 지휘로 CBS에서 방영되었다. 11월 26일 동부 표준시 오전 1시가 넘어서 끝난 NBC의 암살 및 장례식 보도 막바지에, 이 네트워크는 컨스티튜션 홀에서 하워드 미첼 박사 지휘의 내셔널 교향악단이 연주하는 라이브 심야 특별 콘서트를 방송했다.
많은 라디오 방송국, 심지어 많은 톱 40 로큰롤 방송국도 광고 없이 운영되었으며, 네트워크에 속하지 않은 많은 방송국은 뉴스 속보와 함께 클래식 및 이지 리스닝 기악곡만 연주했다. (하지만 잭슨빌의 WAPE와 같이 케네디가 인기가 없었던 일부 지역의 다른 방송국은 평소와 같이 정상적인 프로그램을 진행했다는 보고도 있다.) 대부분의 방송국은 장례식 다음 날 정상적인 프로그램으로 돌아왔다.

## 추모
케네디 암살 이후 몇 달 동안 특히 음반계에서 케네디에 대한 추모가 넘쳐났다. 많은 개별 라디오 방송국이 대통령 살해에 대한 뉴스 보도를 앨범 편집본으로 발매했다; ABC 뉴스는 라디오 뉴스 보도를 두 개의 LP 세트로 발매했다. 주요 음반사들도 추모 앨범을 발매했다; 한때 음반 매장에서 구매할 수 있는 케네디 추모 앨범은 적어도 6개였으며, 가장 인기 있는 것은 디키 굿맨의 "존 피츠제럴드 케네디: 대통령 재임 기간 1960–1963"(20세기 3127)으로, 빌보드 앨범 차트에서 8위까지 올랐고 34년 후 웨일스 공비 다이애나에 대한 더블 CD 추모 앨범이 나올 때까지 역대 가장 많이 팔린 추모 앨범이었다.
암살 이틀 후이자 장례식 하루 전, ABC는 "예술계에서 존 F. 케네디에게 바치는 헌사"라는 제목의 특별 생방송 텔레비전 프로그램을 네트워크 텔레비전으로 방영했다. 이 프로그램에는 크리스토퍼 플러머, 시드니 블래크머, 플로렌스 엘드리지, 앨버트 피니, 찰턴 헤스턴과 같은 배우들의 극적인 낭독과 매리언 앤더슨과 같은 아티스트들의 음악 공연이 포함되었다. 엘드리지의 실제 남편인 배우 프레드릭 마치가 프로그램 진행을 맡았다. 플러머와 피니는 햄릿의 임종 연설("나는 죽었다, 호레이쇼")을 연기했으며, 피니가 호레이쇼 역을 맡았다. 이 프로그램은 한 번도 재방송되거나 어떤 형태로든 비디오로 출시된 적이 없다.
케네디 암살 후 몇 달 동안 발매된 가장 성공적인 케네디 추모곡은 (비록 나중에 히트한 "Abraham, Martin and John"과 "We Didn't Start the Fire" 같은 곡들도 이 비극을 언급했지만) 논란의 여지가 있는 "In the Summer of His Years"였을 것이다. 이 곡은 영국 가수 밀리센트 마틴이 BBC-TV 코미디 시리즈 "댓 워즈 더 위크 댓 워즈"의 특별판에서 처음 선보였는데, 이 특별판은 케네디에 대한 엄숙하고 정중한 추모의 의미로 기획되었다. 마틴은 곧 이 곡을 녹음했지만, 영국에서는 싱글 발매에 적합하지 않다고 여겨졌다. 그러나 미국에서는 발매되어 빌보드 핫 100 싱글 차트에서 104위에 올랐다. 카니 프랜시스의 커버 버전은 주요 시장의 여러 라디오 방송국에서 국가적 비극을 상업적으로 이용하는 것이 부적절하다고 판단하여 금지되었음에도 불구하고 1964년 초 핫 100 차트에서 46위까지 올랐다. 이 노래의 다른 버전은 토니 아든, 케이트 스미스, 보비 라이델, 그리고 가스펠 가수 마할리아 잭슨이 녹음했다.
필 스펙터의 크리스마스 앨범인 A Christmas Gift for You from Phil Spector는 대중이 즐거운 홀리데이 음악을 들을 기분이 아니었기에 판매가 저조하여 스펙터의 요청으로 매장에서 회수되었다; 1964년 시즌에는 다시 판매되었지만 1972년까지 차트에 오르지 못했다.
케네디 가를 패러디한 1962년의 매우 성공적인 코미디 앨범 "퍼스트 패밀리"는 즉시 유통이 중단되었고, 이후 오랫동안 그렇게 유지되었다.
또한 영국에서는 "인 더 서머 오브 히즈 이어즈"의 발행인이 어떤 영국 아티스트의 싱글 발매도 허용하지 않았다. 텔스타 히트곡의 작곡가인 조 믹은 데카 레코드를 통해 "더 케네디 행진"이라는 기악곡을 발매했고, 인세는 재클린 케네디에게 보내져 자선 단체에 기부되도록 했다. 브라이어우드 싱어스는 1963년 12월 전통 포크송 "He Was a Friend of Mine"을 녹음하여 빌보드 싱글 차트에서 "버블 언더"에 올랐으며, 이 곡은 나중에 1965년 인기 미국 밴드 버즈가 두 번째 앨범 "Turn! Turn! Turn!"에서 짐 맥긴이 특별히 새로 작사하여 녹음했다.
1964년, 작곡가 윌리엄 스피버리는 중서부 미국에서 인기를 얻은 "미스터 존"을 작곡했다. 시사 포크 가수 필 오크스는 암살 직후 작곡한 자신의 노래 "That Was the President"에서 케네디를 추모했으며, 2년 후에는 걸작 "Crucifixion"에서 케네디와 그리스도를 연결했다.

## 같이 보기
- 대중 문화 속 존 F. 케네디 암살 사건
- 거국정부
- 속보

### 인용
1. ↑  United Press International & American Heritage 1964, 43, 48–49쪽
2. ↑  Pett 외. 1963, 16쪽
3. ↑  Pett 외. 1963, 29쪽
4. ↑  “Browns Set Back Cowboys, 27 to 17”. 《New York Times》. Associated Press. 1963년 11월 25일. 35면.
5. ↑  Loftus, Joseph A. (1963년 11월 25일). “Ruby is Regarded a 'Small-Timer'”. 《New York Times》. 12면.
6. ↑  Moser, Bob (2010년 8월 4일). “Welcome to Texas, Mr. Obama”. 《The Texas Observer》 (미국 영어). 2018년 1월 12일에 확인함.
7. ↑  Brinkley, David (2003). 《Brinkley's Beat》. New York: Knopf. ISBN 0-375-40644-1.
8. ↑  White 1965, 6쪽
9. ↑  Dinneen, Joseph F. (1963년 11월 24일). “A Shock Like Pearl Harbor”. 《The Boston Globe》. 10면.
10. ↑  “United in Remembrance, Divided over Policies”. Pew Research Center. 2011년 9월 1일.
11. ↑  Mudd 2008, 126쪽
12. 1 2 3  White 1965, 6–7쪽
13. ↑  “GOLDWATER SAYS HE ALMOST QUIT; Assassination Caused Him to Lose Interest in Race”. 《The New York Times》 (미국 영어). 1964년 7월 31일. ISSN 0362-4331. 2021년 6월 20일에 확인함.
14. ↑  White 1965, 13쪽
15. 1 2  Sanford, Bill (2001년 9월 15일). “Viewers Again Return To Traditional Networks”. 《The New York Times》. A14면.
16. ↑  Mudd 2008, 133쪽
17. 1 2 3 4  The New York Times 2003, 97–100쪽
18. ↑  Pett 외. 1963, 29쪽
19. ↑  NBC News 1966, 15, 44쪽
20. ↑  Bell, Jack (1965). 《The Johnson Treatment: how Lyndon B. Johnson took over the presidency and made it his own》. New York: Harper & Row. 14–15쪽.
21. 1 2  Miller, Merle (1980). 《Lyndon: An Oral Biography》. New York: Putnam. 324쪽.
22. ↑  White 1965, 45쪽
23. ↑  “1963 Trading Volume Highest In History of Stock Exchange”. 《The New York Times》 (미국 영어). 1964. ISSN 0362-4331. 2018년 5월 23일에 확인함.
24. ↑  Johnson, Lyndon B. (1971). 《The Vantage Point: Perspectives of the Presidency, 1963-1969》. New York: Holt, Rinehart, and Winston. 40–42쪽.
25. 1 2  The New York Times 2003, 101–110쪽
26. ↑  United Press International & American Heritage 1964, 46–47쪽
27. 1 2  Pett 외. 1963, 40, 47, 49, 51쪽
28. ↑  Moore, William (1963년 11월 24일). “Law Permits 2 Full Terms for Johnson”. 《The Chicago Tribune》. 7면.
29. ↑  “LBJ Gets Commons Tributes”. 《Winnipeg Free Press》. Canadian Press. 1973년 1월 24일. 18면.
30. 1 2  “Many Nations Share America's Grief”. 《The New York Times》. 1963년 11월 24일. 6면.
31. ↑  NBC News 1966, 20–21, 24, 28–31쪽
32. ↑  The New York Times 2003, 58쪽
33. ↑  “BBC plays funeral music”. 《United Press International》. 1963년 11월 22일.
34. ↑  Daniel, Jean (1963년 12월 7일). “I Was With Fidel Castro When JFK Was Assassinated”. 《New Republic》 (미국 영어). 2018년 1월 12일에 확인함.
35. ↑  May, Ashley. “JFK files: Soviet officials 'greeted by great shock' when President Kennedy assassinated”. 《USA TODAY》 (미국 영어). 2021년 6월 20일에 확인함.
36. ↑  “Documents Offer Insight Into Soviet View Of JFK Assassination”. 《NPR.org》 (영어). 2021년 6월 20일에 확인함.
37. 1 2  Cohen, Jared (2019). 《Accidental Presidents: Eight Men who Changed America》 1판. New York: 사이먼 & 슈스터. ISBN 978-1-5011-0982-9. OCLC 1039375326.
38. ↑  The New York Times 2003, 217–220쪽
39. ↑  “Khrushchev calls Kennedy death "a heavy blow"”. 《UPI》 (영어). United Press International. 1963년 11월 23일. 2021년 6월 20일에 확인함.
40. ↑  United Press International & American Heritage 1964, 135쪽
41. 1 2  Pett 외. 1963, 47쪽
42. ↑  NBC News 1966, 110쪽
43. 1 2  Pett 외. 1963, 40쪽
44. ↑  The New York Times 2003, 116–117쪽
45. ↑  “JG decreta luto e visita embaixador”. 《Correio da Manhã》. LXIII (21.669). 1963년 11월 23일. 2면. 2023년 5월 2일에 확인함.
46. ↑  Pett 외. 1963, 49쪽
47. ↑  The New York Times 2003, 119–120쪽
48. ↑  Rothenberg, Fred (1983년 11월 6일). “Television Comes of Age in 70 Hours of Assassination Coverage”. Associated Press.
49. ↑  “Japan Sees U.S. TV by Relay Satellite”. 《The New York Times》. 1963년 11월 24일. 14면.
50. ↑  NBC News 1966, 37쪽
51. ↑  Moser, Bob (2010년 8월 4일). “Welcome to Texas, Mr. Obama”. 《The Texas Observer》 (미국 영어). 2018년 1월 12일에 확인함.
52. ↑  Clark, Doug (2013년 11월 21일). “Doug Clark: Cheering at Mississippi school added to JFK assassination horror”. 《The Spokesman-Review》 (영어). 2018년 1월 12일에 확인함.
53. ↑  “Reaction To JFK's Death Varied Across The U.S.”. 《WBNS-10TV》. 2013년 11월 22일. 2018년 1월 12일에 확인함.
54. ↑  DeBerry, Jarvis (2013년 11월 21일). “Hatred of Catholics led some to cheer JFK's assassination: Jarvis DeBerry”. 《NOLA.com》 (미국 영어). 2018년 1월 12일에 확인함.
55. ↑  Sawyer, Jessica (2013년 11월 21일). “Alabamians recall mixed reactions to news of JFK's assassination”. 《AL.com》 (미국 영어). 2018년 1월 12일에 확인함.
56. ↑  Owen, Walter (2013년 11월 22일). “In Dallas, Some Schoolchildren Cheered the Day J.F.K. Was Shot”. 《The Hive》. 2018년 1월 12일에 확인함.
57. ↑  Buchanan, Thomas G. (1964). 《Who killed Kennedy》 (영어). New York, Putnam. 15쪽. Kennedy died a tyrant's death. He encouraged integration.
58. ↑  McGill, Ralph (1963년 12월 11일). “President Johnson Is Committed”. 《Fort Pierce News Tribune》. 4면. 2019년 5월 25일에 확인함.
59. ↑  Downes, Nathaniel. “John Birch Society – Original Tea Party Anti-American Group Had Role In Kennedy Assassination”. 《AddictingInfo》 (미국 영어). 2018년 1월 13일에 원본 문서에서 보존된 문서. 2018년 1월 13일에 확인함.
60. ↑  Manchester, William (2013년 10월 8일). 《The Death of a President: November 20-November 25, 1963》 (영어). Little, Brown. ISBN 9780316370721.
61. 1 2 3  “Malcolm X Scores U.S. and Kennedy”. 《뉴욕 타임스》. 1963년 12월 2일. 21쪽. 2018년 10월 2일에 확인함.
62. ↑  NBC News 1966, 59, 72쪽
63. ↑  United Press International & American Heritage 1964, 52–53쪽
64. ↑  NBC News 1966, 72–73쪽
65. ↑  Katz, Gregory (2013년 11월 16일). “JFK death news sent 'wave of grief' around world”. Associated Press.
66. 1 2 3 4 5  “Cities Throughout U.S. Pause for Tribute to Kennedy”. 《The Washington Post》. Associated Press. 1963년 11월 26일. A4면.
67. ↑  Brady, Dave (1963년 11월 24일). “It's Tradition To Carry on, Rozelle Says”. 《The Washington Post》. C2면.
68. ↑  Walsh, Jack (1963년 11월 25일). “Game Ball Going to White House”. 《The Washington Post》. A16면.
69. ↑  “Redskins Send Game Ball to White House”. 《The Chicago Tribune》. Associated Press. 1963년 11월 25일. C4면.
70. ↑  Creel, Brady (2001년 11월 19일), “...And they call it 'Aggie Bonfire'”, 《The Battalion》, 2013년 6월 26일에 원본 문서에서 보존된 문서, 2013년 4월 5일에 확인함
71. 1 2  NBC News 1966, 157쪽
72. ↑  The New York Times 2003, 499쪽
73. ↑  The New York Times 2003, 512쪽
74. ↑  “Telstar Carries Rites”. 《The Chicago Tribune》. Reuters. 1963년 11월 26일. 10면.
75. ↑  The New York Times 2003, 374–376쪽
76. ↑  The New York Times 2003, 500쪽
77. ↑  《A permanent record of what we watched on television from Nov. 22 to 25, 1963》. 《TV 가이드》 12. 1964년 1월 25일. 24–40쪽.
78. ↑  NBC News 1966, 122–123쪽
79. ↑  The New York Times 2003, 521쪽
80. ↑  Adams, Val (1963년 11월 26일). “Back to Normal for Radio and TV”. 《The New York Times》. 75면. NBC...for five hours yesterday morning (2 to 7 a.m.)...televised only one scene. It came from a stationary camera focused on the thousands filing past the bier of President Kennedy in the Capitol rotunda.
81. ↑  “John F. Kennedy Memorial Concert (1963) (TV)” – www.imdb.com 경유.
82. ↑  NBC News 1966, 158쪽
83. ↑  ABC News Announces the Kennedy Assassination - November 22-25, 1963 - 유튜브
84. ↑  Adams, Val (1963년 11월 24일). “TV Will Continue a Sber Approach”. 《The New York Times》. 9면.
85. ↑  (영어) A Tribute to John F. Kennedy from the Arts - 인터넷 영화 데이터베이스
86. ↑  “A British Program Honoring Kennedy Shown Over NBC”. 《The New York Times》. 1963년 11월 25일. 10면.
87. ↑  NBC News 1966, 121–122쪽
88. ↑  Grevatt, Ren (1963년 12월 28일). “Those Kennedy Singles Show Lively Sales Despite Slough-Off By Disc Jockeys”. 《Billboard》. 3쪽.
89. 1 2  “Music As Written”. 《Billboard》. 1963년 12월 21일. 30–32쪽.
90. ↑  다음은 "십자가형"을 케네디와 그리스도에 대한 우화로 논의하는 많은 작품들 중 일부이다:
  - Brend, Mark (2001). 《American Troubadours: Groundbreaking Singer-Songwriters of the 60s》. San Francisco: Backbeat Books. 106쪽. ISBN 0-87930-641-6.
  - DeLeon, David (1994). 《Leaders from the 1960s: A Biographical Sourcebook of American Activism》. Westport, Conn.: Greenwood Press. 424쪽. ISBN 0-313-27414-2.
  - Harris, James F. (1993). 《Philosophy at 33 1/3 rpm: Themes of Classic Rock Music》. Chicago: Open Court. 230쪽. ISBN 0-8126-9241-1.
  - Niemi, Robert (Winter 1993). 《JFK as Jesus: The Politics of Myth in Phil Ochs' 'Crucifixion'》. 《Journal of American Culture》 16. 37, 39쪽. doi:10.1111/j.1542-734X.1993.00035.x.
  - Schumacher, Michael (1996). 《There But for Fortune: The Life of Phil Ochs》. New York: Hyperion. 110쪽. ISBN 0-7868-6084-7.

### 참고 문헌
- Pett, Saul; Moody, Sid; Mulligan, Hugh; Henshaw, Tom (1963).  Keith Fuller, 편집. 《The Torch is Passed: The Associated Press Story of the Death of a President》. New York: Associated Press.
- NBC News (1966). 《There Was a President》. New York: Random House.
- The New York Times (2003).  Semple, Robert B. Jr., 편집. 《Four days in November》. New York: St. Martin's Press.
- White, Theodore Harold (1965). 《The making of the President, 1964》. New York: Atheneum.
- United Press International; American Heritage (1964). 《Four Days》. New York: American Heritage Pub. Co.
- Mudd, Roger (2008). 《The place to be: Washington, CBS, and the glory days of television news》. New York: PublicAffairs. ISBN 978-1-58648-576-4.